# Мазай Макар Микитович
Мака́р Мики́тович Маза́й (31 березня (13 квітня) 1910, станиця Ольгінська, нині Краснодарський край — листопад 1941) — сталевар, робітник-новатор, сталевар Маріупольського металургійного заводу імені Ілліча, зачинатель змагання за високі обсяги сталі.

## Біографія
Народився 13 квітня 1910 року в козацькій станиці Ольгінська Краснодарського краю, в родині селянина Микити Мазая. Батько був мобілізований і загинув під час громадянської війни, тому з восьми років хлопець тяжко працював, аби підтримати сім'ю. У серпні 1930 року Макар разом із чотирма своїми земляками приїхав до Маріуполя і розпочав роботу на металургійному заводі імені Ілліча.
Вчився на курсах сталеварів при Дніпропетровському гірничому інституті.

фоторепродукція картини Модорова М.

У 1936 встановив рекорд виплавки сталі: за 6 год 40 хв домігся виплавки 15 т із 1 квадратного метру поду мартенівської печі, систематично значно перевиконував норми. Рекорди Мазая технічно забезпечив начальник мартенівського цеху Яків Шнеєров, поглибивши ванну мартенівської печі та здійснивши розрахунки виплавки. Після робочої зустрічі з народним комісаром важкої промисловості СРСР Серго Орджонікідзе Макар Мазай і Яків Шнеєров були премійовані особистими автомобілями. Методи швидкісного сталеваріння Мазая-Шнеєрова поширилися у радянській металургії.
На Надзвичайному VIII з'їзді Рад СРСР у 1936 році під час виступу з трибуни Макар Мазай заявив: «Ми заллємо сталлю фашистські горлянки». Цей виступ потім був відображений на картині художника Ф. Модорова.
З 1937 року Мазай навчався у Промисловій академії в Москві. Член ВКП(б) з 1938 року.
Під час окупації німецько-фашистськими військами міста Маріуполь був замучений гестапівцями.
Мазай — автор книги «Записки сталевара» (1940).

## Відзнаки, пам'ять

пам'ятник

Нагороджений орденом Трудового Червоного Прапора.
У листопаді 1948 року в Маріуполі біля металургійного комбінату імені Ілліча Макару Микитовичу Мазаю було встановлено пам'ятник (бронза, граніт; скульптор Антон Чубін).
Віктор Ахромєєв написав п'єсу «Макар Мазай».